# アグリハン島
アグリハン島(アグリハンとう、Agrihan Island)は、マリアナ諸島北から四番目の島。アグリガン島(Agrigan)とも呼ばれる。

## 概要
北マリアナ諸島に属し、概略位置は北緯18度44分、東経145度45分。北北西96kmにアスンシオン島、南60kmにパガン島がある。サイパン島からは北に約380kmの位置。
南北約12km、東西約8kmの成層火山からなる島で、面積は約47km2。標高965mはマリアナ諸島、およびミクロネシアで最も高い。有史における噴火は1917年のみであり、その際、山頂に約4km2、深さ500mにおよぶカルデラを生じ、南西岸にある村で約3mの降灰があった。現在も噴気が認められる。
海岸の近くはヤシ類をはじめとする熱帯林が発達している。島の上部はススキ等の草で覆われている。周囲の海は海岸から急勾配で深くなり、珊瑚礁は存在しない。
1965年10月7日、台風29号を避けて同島付近に停泊していた日本の遠洋カツオ・マグロ漁船7隻が、予想に反して接近した台風の高波で沈没または座礁大破し、合わせて209人が死亡または行方不明になっている（マリアナ海域漁船集団遭難事件）。
島の南西部に集落があり、ほぼ自給自足の生活が行われていた。1990年に火山活動が活発化し住民は一時全員避難したが、その後帰島している。
人口は2003年12月時点で11人であったが，その後全員サイパンに移住し，2008年5月時点では無人島になっている．

## 交通
定期便はない。サイパン島から船またはヘリコプターのチャーターのみ。島に船着場はなく、ボートでの接岸となる。